# Невероятно (антология)
„Невероятно“ е първата антология на Лили Иванова, съдържаща 65 песни, включени в 5 компактдиска (по 13 песни в диск), подбрани от самата певица. Песните са записани през периода 1964‎ – 1989 г. и издадени на грамофонни плочи от „Балкантон“. След 1989 г. повечето не са преиздавани. В антологията песните са с оригинален звук и аранжимент‎ – така, както са записани през годините, без да са добавяни нови звуци с цел осъвременяване.
В антологията са включени следните композитори и аранжори: Александър Йосифов, Александър Кипров, Ангел Заберски, Асен Драгнев, Бенцион Елиезер, Георги Костов, Димитър Гетов, Зорница Попова, Иван Пеев, Йосиф Цанков, Константин Драгнев, Лили Иванова, Любомир Дамянов, Любомир Денев, Морис Аладжем, Михаил Ваклинов, Найден Андреев, Николай Арабаджиев, Петър Михайлов, Развигор Попов, Рафи Жамакорцян, Румен Бояджиев, Тодор Филков, Тончо Русев, Хетко Николов.
Автори на текстовете са: Асен Ошанов, Богомил Гудев, Волен Николаев, Георги Начев, Дамян Дамянов, Димитър Василев, Димитър Ценов, Живко Колев, Йордан Милев, Йордан Янков, Кръстьо Станишев, Любомир Левчев, Маня Иванова, Манол Манолов, Милчо Спасов, Михаил Белчев, Надежда Захариева, Николай Цонев, Орлин Орлинов, Павел Матев, Стефан Банков.

### Диск 1: „Събота вечер“ (1964 – 1969)
1. „Събота вечер“ – 03:43 (текст: Димитър Василев, музика: Йосиф Цанков, аранжимент: Николай Арабаджиев)
2. „Брезите и момчето“ – 04:21 (текст: Николай Цонев, музика: Ангел Заберски, аранжимент: Иван Пеев)
3. „Адажио“ – 02:58 (текст: Йордан Милев, музика и аранжимент: Ангел Заберски)
4. „Бялата лодка“ – 04:22 (текст: Николай Цонев, музика и аранжимент: Ангел Заберски)
5. „Море на младостта“ – 04:14 (текст: Димитър Василев, музика и аранжимент: Йосиф Цанков)
6. „Сбогом, море“ 02:44 (текст: Димитър Василев, музика: Морис Аладжем, аранжимент: Иван Пеев)
7. „Витоша“ – 02:47 (текст и музика: Манол Манолов, аранжимент: Иван Пеев)
8. „Без радио не мога“ – 02:15 (текст: Милчо Спасов, музика: Георги Костов, аранжимент: Иван Пеев)
9. „Да вярвам ли“ – 04:48 (текст: Николай Цонев, музика: Ангел Заберски, аранжимент: Иван Пеев)
10. „Чудо“ – 03:58 (текст: Дамян Дамянов, музика: Бенцион Елиезер, аранжимент: Найден Андреев)
11. „Camino“ – 04:31 (мексиканска народна песен, аранжимент: Иван Пеев)
12. „Разпилей ме ти цялата“ – 04:18 (текст: Дамян Дамянов, музика и аранжимент: Тончо Русев)
13. „Боянският майстор“ – 03:45 (текст: Богомил Гудев, музика: Александър Йосифов, аранжимент: Константин Драгнев)

### Диск 2: „Ти сън ли си“ (1970 – 1972)
1. „Ти сън ли си“ – 04:10 (текст: Павел Матев, музика и аранжимент: Тончо Русев)
2. „Звезда“ – 03:33 (текст: Кръстьо Станишев, музика: Александър Йосифов, аранжимент: Константин Драгнев)
3. „Амазонката“ – 02:53 (текст: Дамян Дамянов, музика и аранжимент: Тончо Русев)
4. „Трудният танц“ – 02:07 (текст: Милчо Спасов, музика и аранжимент: Иван Пеев)
5. „Любов“ – 03:52 (текст: Павел Матев, музика: Хетко Николов, аранжимент: Иван Пеев)
6. „Този свят е тъй прекрасен“ – 03:17 (текст: Дамян Дамянов, музика и аранжимент: Тончо Русев)
7. „За обич съм родена“ – 03:55 (текст: Дамян Дамянов, музика и аранжимент: Тончо Русев)
8. „Преди да тръгнеш“ – 02:42 (текст: Димитър Ценов, музика и аранжимент: Тончо Русев)
9. „Реквием“ – 04:30 (текст: Йордан Милев, музика: Александър Йосифов, аранжимент: Константин Драгнев)
10. „Ръцете ти“ – 04:03 (текст: Димитър Ценов, музика: Морис Аладжем, аранжимент: Иван Пеев)
11. „Златно сърце“ – 04:40 (текст: Димитър Василев, музика и аранжимент: Николай Арабаджиев)
12. „Последна нощ“ – 03:35 (текст: Димитър Ценов, музика: Морис Аладжем, аранжимент: Иван Пеев)
13. „Спомен мой“ – 04:30 (текст: Димитър Ценов, музика: Морис Аладжем, аранжимент: Иван Пеев)

### Диск 3: „От град на град“ (1972 – 1979)
1. „От град на град“ – 04:16 (текст: Дамян Дамянов, музика: Тончо Русев, аранжимент: Иван Пеев)
2. „Пътеките“ – 04:09 (текст: Павел Матев, музика: Александър Йосифов, аранжимент: Константин Драгнев)
3. „Панаири“ – 04:03 (текст: Дамян Дамянов, музика и аранжимент: Тончо Русев)
4. „Стъпки“ – 03:25 (текст: Дамян Дамянов, музика и аранжимент: Тончо Русев)
5. „Танго със спомена“ – 04:23 (текст: Дамян Дамянов, музика и аранжимент: Тончо Русев)
6. „У дома“ – 04:20 (текст: Дамян Дамянов, музика и аранжимент: Тончо Русев)
7. „Гълъбът“ – 04:47 (текст: Любомир Левчев, музика: Александър Йосифов, аранжимент: Константин Драгнев)
8. „Икона“ – 03:15 (текст: Дамян Дамянов, музика и аранжимент: Тончо Русев)
9. „Експрес танго“ – 03:26 (текст: Кръстьо Станишев, музика и аранжимент: Найден Андреев)
10. „Остани“ – 03:11 (текст: Милчо Спасов, музика: Георги Костов, аранжимент: Константин Драгнев)
11. „Като птица“ – 03:57 (текст: Надежда Захариева, музика и аранжимент: Михаил Ваклинов)
12. „След чудото“ – 02:54 (текст: Павел Матев, музика: Александър Йосифов, аранжимент: Константин Драгнев)
13. „Стрелките се въртят“ – 03:56 (текст: Надежда Захариева, музика: Лили Иванова, аранжимент: Иван Пеев)

### Диск 4: „Една любов“ (1979 – 1984)
1. „Една любов“ – 03:50 (текст: Асен Ошанов, музика: Лили Иванова, аранжимент: Иван Пеев)
2. „Омагьосана душа“ – 03:28 (текст: Кръстьо Станишев, музика: Петър Михайлов, аранжимент: Константин Драгнев)
3. „Златен ключ“ – 03:54 (текст: Георги Начев, музика: Морис Аладжем, аранжимент: Иван Пеев)
4. „Бялата птица“ – 03:58 (текст: Асен Ошанов, музика и аранжимент: Иван Пеев)
5. „Заклинание“ – 02:45 (текст: Павел Матев, музика: Александър Йосифов, аранжимент: Константин Драгнев)
6. „Огън за двама“ – 03:45 (текст: Йордан Янков, музика: Зорница Попова, аранжимент: Иван Пеев)
7. „Лунната соната“ – 02:47 (текст: Кольо Севов, музика и аранжимент: Ангел Заберски)
8. „Щурче“ – 04:12 (текст: Дамян Дамянов, музика и аранжимент: Найден Андреев)
9. „Упование“ – 03:35 (текст: Павел Матев, музика: Александър Йосифов, аранжимент: Иван Пеев)
10. „Листопад“ – 03:23 (текст: Кръстьо Станишев, музика: Георги Костов, аранжимент: Найден Андреев)
11. „Любовта е живот“ – 04:49 (текст: Дамян Дамянов, музика и аранжимент: Найден Андреев)
12. „Чуждо щастие“ – 05:14 (текст: Орлин Орлинов, музика и аранжимент: Найден Андреев)
13. „Искам те“ – 04:01 (текст: Маня Иванова, музика: Тодор Филков, аранжимент: Румен Бояджиев)

### Диск 5: „Защо не сме едни и същи“ (1984 – 1989)
1. „Защо не сме едни и същи“ – 03:59 (текст: Асен Ошанов, музика и аранжимент: Найден Андреев)
2. „Остани“ – 03:14 (текст: Дамян Дамянов, музика и аранжимент: Рафи Жамакорцян)
3. „Както никой друг“ – 04:03 (текст: Живко Колев, музика и аранжимент: Любомир Денев)
4. „Последното листо“ – 04:25 (текст: Дамян Дамянов, музика и аранжимент: Найден Андреев)
5. „Ти идваше“ – 03:22 (текст: Стефан Банков, музика и аранжимент: Любомир Дамянов)
6. „Съдба за двама“ – 03:43 (текст: Богомил Гудев, музика и аранжимент: Развигор Попов)
7. „Недей ме пита“ – 04:19 (текст: Волен Николаев, музика: Тодор Филков, аранжимент: Любомир Денев)
8. „Ти ме повика“ – 04:38 (текст: Тодор Лозанов, музика: Любомир Дамянов, аранжимент: Димитър Гетов)
9. „Невероятно“ – 03:46 (текст: Волен Николаев, музика и аранжимент: Тодор Филков)
10. „Така живея“ – 04:14 (текст: Живко Колев, музика: Любомир Дамянов, аранжимент: Асен Драгнев)
11. „Разговор с вятъра“ – 04:22 (текст: Михаил Белчев, музика и аранжимент: Александър Кипров)
12. „Тежка сватба“ – 03:26 (текст и музика: народни, аранжимент: Александър Кипров)
13. „Какво си ти“ – 03:39 (текст: Георги Начев, музика и аранжимент: Тодор Филков)